# Valentine Hall
Valentine G.Hall, est un joueur de tennis américain né à New York le 12 novembre 1867 et mort le 26 octobre 1934 à New York. Il a notamment remporté les Internationaux des États-Unis en 1888 et 1890 en double messieurs (avec Oliver Campbell et Clarence Hobart). Il est le frère du joueur Edward Hall.

## Palmarès en Grand Chelem

### Titres en double
|   | Date | Nom et lieu du tournoi    | Cat.      | ($) | Surf.        | Partenaire      | Finalistes                       | Score                   |
| - | ---- | ------------------------- | --------- | --- | ------------ | --------------- | -------------------------------- | ----------------------- |
| 1 | 1888 | US Men's National Champ’s | G. Chelem |     | Herbe (ext.) | Oliver Campbell | Edward Macmullen Clarence Hobart | 6-4, 6-2, 6-2           |
| 1 | 1890 | US Men's National Champ’s | G. Chelem |     | Herbe (ext.) | Clarence Hobart | Charles Carver John Ryerson      | 6-3, 4-6, 6-2, 2-6, 6-3 |

### Finales en double
|   | Date | Nom et lieu du tournoi    | Cat.      | ($) | Surf.        | Vainqueurs                        | Partenaire      | Score              |
| - | ---- | ------------------------- | --------- | --- | ------------ | --------------------------------- | --------------- | ------------------ |
| 1 | 1889 | US Men's National Champ’s | G. Chelem |     | Herbe (ext.) | Henry Slocum Howard Taylor        | Oliver Campbell | 6-1, 6-3, 6-2      |
| 2 | 1891 | US Men's National Champ’s | G. Chelem |     | Herbe (ext.) | Oliver Campbell Robert Huntington | Clarence Hobart | 6-3, 6-4, 8-6      |
| 3 | 1892 | US Men's National Champ’s | G. Chelem |     | Herbe (ext.) | Oliver Campbell Robert Huntington | Edward Hall     | 6-4, 6-2, 4-6, 6-3 |